# Номенклатура Сербика 1982-2013
Nomenclatura Serbica 1982-2013: елите, ентропијски модел политичке класе и континуитет српске номенклатуре је књига српског геополитиколога др Зорана Петровића Пироћанца, објављена 2012. године.
Прва је темељнија научна студија која проучава структуру, персоналне односе и метод савремене српске политичке номенклатуре.
Књигу је објавио Институт за политичке студије у Београду у оквиру пројекта „Демократски и национални капацитети политичких институција Србије у процесу међународних интеграција“, који финансира Министарство за науку и образовање Републике Србије.

## Тема и методологија
У књизи се проучава развој политичких структура у Србији — нарочито од доласка Слободана Милошевића на власт, до данашњег доба и државне тројке Томислав Николић, Ивица Дачић и Александар Вучић.
У њој /књизи/ је детаљно описан феномен српске државне и политичке номенклатуре (у енциклопедији Википедија, назив за владајућу класу у комунистичким земљама). Користећи се најбољим светским и домаћим изворима, аутор упознаје читаоце са моћним појединцима и њиховим клановима током комунизма, па све до транзиције и бандитског, либералног капитализма.— лист Таблоид, Београд, најава фељтона по књизи

## Пријем код критике
О књизи су позитиван суд дали како званични научни рецензенти проф. др Војислав Митић, др Момчило Суботић и проф. др Љубиша Деспотовић, тако и независни стручњаци — Љубомир Кљакић, Александар Петровић, Милош Кнежевић и други.
Монографија је уврштена у обавезну литературу на Школи високих студија друштвених наука у Паризу, главној француској установи за истраживање и високо образовање у друштвеним наукама.
У транзиционој Србији осим многих преломних промена у сферама економије, политике, идеологије и културе догодила се и драматична смена друштвених елита. У раздобљу транзиције је створен нови владајући слој који је временом добио препознатљива обележја политичке класе. У многим областима створене су  владајуће групе које, мимо мерила вредности а на уштрб других слојева, успевају да реализују присвојену моћ. О томе зналачки, са довољно емпиријских илустрација и поткрепе, пише Зоран Петровић Пироћанац.— каже Милош Кнежевић.